# Gui de Namur
Gui de Namur  (né vers 1270-mort 1311) , aussi nommé Gui de Richebourg, comte de Zélande, était le deuxième fils de Gui de Dampierre, comte de Flandre et d'Isabelle de Luxembourg et frère de Jean Ier de Namur.
Il fut  sire de Termonde, de Crèvecœur et avait acheté la châtellenie de Bailleul en 1295.
C'est l'un des organisateurs des « Matines de Bruges » en 1302, contre les Français. Il participa ensuite la même année à la bataille de Courtrai. Il aurait même joué un rôle décisif dans cette dernière, selon le récit qu'en a fait le curé brabançon Louis Van Velthem. Van Velthem raconte en effet qu'à un certain moment, les Flamands furent pris de panique et abandonnèrent massivement le champ de bataille, laissant là Gui de Namur avec à peine 500 hommes. Refusant de battre en retraite, il tint seul le front et repoussa les Français à la suite d'une bataille particulièrement sanglante, au vu de la description que Van Velthem en fit. Le curé conclut son récit de cet évènement par cette phrase : « [...] si Messire Guy n'était pas resté à son poste, la situation aurait été moins avantageuse. Louons son intrépidité, c'est elle qui sauva l'honneur de la Flandre. ». En 1304, il est à la tête des 60 navires flamands qui affrontent la flotte de Philippe le Bel à Zierikzee. Malgré sa conduite héroïque, la bataille n'en fut pas moins une défaite complète : les navires flamands furent détruits ou capturés dont celui de Gui de Namur.
Il épousa le 31 mars 1311 Marguerite de Lorraine fille de Thiébaud II de Lorraine. Il eut un fils illégitime, Louis, évêque d'Auxerre (+ 1397).